# 나왈 엘무타와켈
나왈 엘무타와켈(아랍어: نوال المتوكل)은 1984년 로스앤젤레스 올림픽에서 400m 허들을 우승한 전 모로코의 허들 선수(1962년 4월 15일 ~ )이다. 그녀는 올림픽 챔피언이 되는 데 아프리카 대륙에서 태어난 첫 여성 무슬림이 되었다.
또한 모로코인 처음으로, 그리고 다수의 무슬림 국가에서 온 여성 선수 처음으로, 올림픽 금메달을 획득하였다.
2007년 엘무타와켈은 다가오는 모로코 내각에서 체육부 장관으로 임명되었다.

## 생애
카사블랑카 출신으로 완전한 성취를 이룬 선수를 지내왔어도 당시 아이오와 주립 대학교에서 수학한 엘무타와켈의 승리는 놀라웠다. 모로코 국왕 하산 2세는 그녀에게 전화를 걸어 축하해주고, 그는 그녀의 승리의 날에 태어난 모든 소녀들은 그녀의 명예의 이름이 지어지는 선언을 하였다.
그녀는 여태까지 육상에서 우승하지 못 하던 무슬림과 아랍 선수들을 위한 개척자였다.
1993년 재미로 달리기를 시작한 그녀는 3만명이 참가하면서 무슬림 국가에서 열린 가장 큰 여성 경주이자, 카사블랑카에서 여성들을 위한 5km 달리기에 나왔다.
1995년 엘무타와켈은 국제 육상 경기 연맹의 의원이 되고, 1998년 국제 올림픽 위원회의 위원이 되었다.
국제 올림픽 위원회의 위원인 그녀는 2012년과 2016년 하계 올림픽을 위한 개최 도시의 선택을 위한 평가 위임장이었다.
엘무타와켈은 2006년 토리노에서 열린 동계 올림픽의 개막식에서 오륜기의 기수들 8명 중의 하나였다. 2012년 7월 26일 런던 올림픽을 위하여 웨스트민스터 사원을 지나면서 성화를 들었다.